# Bulbophyllum korimense
Bulbophyllum korimense är en orkidéart som beskrevs av Johannes Jacobus Smith. Bulbophyllum korimense ingår i släktet Bulbophyllum och familjen orkidéer. Inga underarter finns listade i Catalogue of Life.